# Golf ai Giochi dei piccoli stati d'Europa
Il golf è inserito nel programma dei Giochi dei piccoli stati d'Europa dalla sedicesima edizione che si è svolta nel 2017.

## Edizioni
| Giochi | Anno | Sede       | Gare          |
| ------ | ---- | ---------- | ------------- |
| XVII   | 2017 | Islanda    | 4             |
| XVII   | 2017 | San Marino | Non disputato |
| XVIII  | 2019 | Montenegro | Non disputato |
| XIX    | 2023 | Malta      | Non disputato |
| XX     | 2025 | Andorra    | Non disputato |

## Medagliere complessivo
Aggiornato alla ventesima edizione
| Posiz. | Nazione     | Oro | Argento | Bronzo | Totale |
| ------ | ----------- | --- | ------- | ------ | ------ |
| 1      | Islanda     | 4   | 0       | 2      | 6      |
| 2      | Monaco      | 0   | 3       | 1      | 4      |
| 3      | Malta       | 0   | 1       | 0      | 1      |
| 4      | Lussemburgo | 0   | 0       | 1      | 1      |
| Totale | Totale      | 4   | 4       | 4      | 16     |